# Front Line Assembly
Front Line Assembly, pisane niekiedy Frontline Assembly, w skrócie FLA – kanadyjska electro-industrialna formacja muzyczna, której trzon stanowią Bill Leeb i Rhys Fulber.

## Historia
Grupa została założona w 1986 roku przez Billa Leeba i Michaela Balcha po tym, jak Leeb odszedł z zespołu Skinny Puppy.
Pierwszy studyjny album „The Initial Command” (poprzedzony przez dwie płyty demo) zespół wydał w 1987 roku. Kolejny, „State of Mind”, powstał już przy udziale Rhysa Fulbera. Po wydaniu tej płyty z zespołu odszedł Michael Balch.
Albumy nagrane przez duo Leeb/Fulber w latach 1989-1992 – „Gashed Senses And Crossfire”, „Caustic Grip” i w szczególności „Tactical Neural Implant” zostały gorąco przyjęte przez fanów i sprawiły, że FLA stała się jedną z najpopularniejszych industrialnych grup tamtych czasów. Na kolejnych płytach – „Millennium” (1994) i „Hard Wired” (1995) zespół ewoluował w kierunku metalu industrialnego, by zakończyć ten okres działalności odejściem Fulbera w roku 1997.
Miejsce Fulbera zajął Chris Petersen. Współpraca Leeba i Petersena zaowocowała następnym zwrotem w konwencji granej przez FLA muzyki – płyty „FLAvour of the Weak” (1997), „Implode” (1999) i „Epitaph” (2001) utrzymane były w stylistyce praktycznie czysto elektronicznej z jedynie marginalnymi wpływami metalu. W roku 2003 do grupy wrócił Fulber, a dwa kolejne albumy – „Civilization” (2004) i „Artificial Soldier” (2006) to powrót do muzyki, jaką FLA grało w latach swojej świetności.

## Dyskografia

### Albumy studyjne i koncertowe
- 1986 Nerve War
- 1986 Total Terror
- 1987 The Initial Command
- 1988 State of Mind
- 1988 Convergence
- 1989 Gashed Senses And Crossfire
- 1990 Caustic Grip
- 1992 Tactical Neural Implant
- 1993 Total Terror Part I
- 1993 Total Terror Part II
- 1994 Millennium
- 1995 Hard Wired
- 1995 Corroded Disorder
- 1996 Live Wired
- 1997 FLAvour of the Weak
- 1998 Re-wind
- 1999 Implode
- 2001 Epitaph
- 2004 Civilization
- 2006 Artificial Soldier
- 2007 Fallout
- 2010 Improvised Electronic Device
- 2012 AirMech (ścieżka dźwiękowa z gry AirMech)
- 2013 Echogenetic
- 2014 Echoes
- 2018 WarMech

### Single
- 1988 Digital Tension Dementia
- 1989 No Limit
- 1990 Iceolate
- 1990 Provision
- 1991 Virus
- 1992 Mindphaser
- 1992 The Blade
- 1994 Millennium
- 1995 Surface Patterns
- 1995 Circuitry
- 1996 Plasticity
- 1997 Columbian necktie
- 1998 Comatose
- 1999 Prophecy
- 1999 Fatalist
- 2001 Everything Must Perish
- 2004 Maniacal
- 2004 Vanished

### EP
- 1988 Corrosion
- 1988 Disorder
- 2007 Fallout

## Teledyski
- 1988 Bodycount
- 1990 Iceolate
- 1990 Virus
- 1992 Mindphaser
- 1992 The Blade
- 1993 Laughing Pain
- 1994 Millennium
- 1996 Plasticity
- 2001 Epitaph

## Projekty poboczne
- Conjure One
- Delerium
- Pro-Tech
- Synaesthesia
- Will
- Intermix
- Noise Unit
- Equinox
- Cyberaktif
- Mutual Mortuary
- Fauxliage
- Decree